# Helen Yawson
Helen Yawson (nhũ danh Obadagbonyi, sinh ngày 3 tháng 7 năm 1967) là một ca sĩ phúc âm đương thời, nhạc sĩ  và mục sư người Ghana.

## Cuộc sống cá nhân
Helen Yawson sinh ra ở London vào năm 1967. Năm 5 tuổi, cô đến sống ở Lagos, Nigeria và trở về London ở tuổi 19. Khả năng ca hát của cô được thể hiện rõ từ khi còn nhỏ bởi sự tự tin mạnh mẽ và tự nhiên của cô khu vực này.
Một thời gian ngắn sau khi trở về Luân Đôn vào năm 1986, cô đã gia nhập chức vụ Kitô giáo trẻ của Matthew Ashimolowo, nơi cô đã đáp ứng thách thức để 'nghiêm túc với Chúa'. Năm 1988, Helen ban đầu gia nhập ban nhạc nhà thờ Kingsway; sau đó vào năm 1989, cô gia nhập Ban hợp xướng nhà thờ với tư cách là một ca sĩ chính. Trong 7 năm tiếp theo, phong cách mạnh mẽ và truyền nhiễm của cô đã dẫn đầu nhóm phát triển ca ngợi và biểu diễn theo phong cách tôn thờ trong một số chuyến thăm tới Nigeria và Canada, cũng như trên toàn Vương quốc Anh.
Cảm thấy rằng cô đã đáp lại lời kêu gọi ơn gọi tôn giáo, Yawson chuyển đến Accra, Ghana vào năm 2002, nơi cô được Matthew Ashimolowo phong chức Mục sư trong cùng năm. Helen đã phục vụ kể từ khi cô đến Ghana với tư cách là Trưởng phòng Âm nhạc và Sáng tạo và hiện đang đứng đầu Bộ Phụ nữ Chiến thắng KICC. Helen Yawson kết hôn với Andrew Yawson và hai người có hai cô con gái.

## Sự nghiệp âm nhạc
Sự hiện diện và đóng góp của Helen cho ban hợp xướng và âm nhạc tại Trung tâm Cơ đốc giáo Quốc tế Kingsway, (KICC) đã đến vào thời điểm quan trọng khi nhà thờ đang trở thành hội đồng phát triển nhanh nhất trên toàn Vương quốc Anh. Dưới chức vụ của Mục sư và giáo viên của cô, Matthew Ashimolowo, hàng trăm người không tin đã biết đến Chúa Kitô. Năm 1997, tài năng của Helen được kéo dài hơn nữa khi cô trở thành Điều phối viên âm nhạc tại nhà thờ vệ tinh Bắc Luân Đôn của KICC, chỉ đạo một nhóm gồm tám ca sĩ và nhạc sĩ tài năng, và hỗ trợ điều phối 100 hợp xướng lớn của KICC.
Trong thời gian này, Helen cũng đã viết và thu âm album đầu tay của mình, "Blessed and Highly Favoured", được phát hành vào tháng 1 năm 1999. Album này làm tăng nhu cầu cho bộ âm nhạc được truyền cảm hứng và xức dầu của Helen trên khắp Vương quốc Anh. Trong hai năm sau đó, cô luôn bận rộn với sự xuất hiện tại một số buổi hòa nhạc và hội nghị trên khắp Vương quốc Anh. Một năm sau, cô được đề bạt vào vị trí Giám đốc hợp xướng. Cô đã phát hành album thứ hai, "Mãi mãi biết ơn" vào năm 2001. Vào tháng 8 năm 2012, cô đã phát hành album hiện tại của mình, My God and I.
Kể từ khi đến Ghana, cô đã tổ chức và tạo điều kiện cho một số hội thảo về âm nhạc và thanh nhạc, hội thảo thờ phượng và lối sống. Cô cũng tham gia vào một số buổi hòa nhạc và các sự kiện thờ phượng ở nhiều vùng khác nhau của Ghana và với các Nhà thờ và các tổ chức Kitô giáo khác nhau. Năm 2006, cô phát hành album đơn "Anyday". Cô cũng đã thành lập Voicemania, một công ty cam kết nâng cao các nhạc sĩ có năng lực và tự tin cũng như các diễn giả để trở nên xuất sắc trong lĩnh vực của họ và có thể biểu diễn trên cả nền tảng địa phương và quốc tế. Thông qua nền tảng này, cô tổ chức Lớp học thờ cúng hàng năm  và Học viện giọng nói.
Helen Yawson là một sự khích lệ đối với nhiều người vì cô đã vượt qua sự nhút nhát vốn có và sự tự tin kém để trở thành viên ngọc như ngày nay, với sự hiện diện trên sân khấu không thể phủ nhận và khả năng chạm đến cuộc sống tiềm ẩn. Cố vấn của cô là Helen Baylor, Shirley Caesar và Babbie Mason. Cô ấy trong nhiều năm đã chia sẻ sân khấu với những người vĩ đại phúc âm, những người như Andraé Crouch, Alvin Slaughter, Ron Kenoly, Jessy Dixon, Mary Mary và Daniel Winans. Chức vụ của Helen Yawson chắc chắn là độc nhất vô nhị, được đánh dấu bởi trái tim của một người phụ nữ quyết tâm lãnh đạo các quốc gia trong sự thờ phượng thực sự, không bị kiểm soát đối với một Thiên Chúa rất khao khát điều đó. Mong muốn của cô là tiếp tục hợp nhất tài năng thiên bẩm và tình yêu sâu sắc của cô dành cho Chúa để truyền giáo phúc âm của Chúa Giêsu cho những người chưa được cứu, và truyền cảm hứng cho các tín đồ sống cuộc sống chiến thắng, đầy lời khen ngợi. Đó là mong muốn liên tục của cô ấy để thấy đàn ông và phụ nữ thay thế họ là những người tôn thờ Chúa thực sự.

## Danh sách đĩa hát

### Album
| Tựa đề                        | Chi tiết album        |
| ----------------------------- | --------------------- |
| May mắn và rất được ưa chuộng | - Năm phát hành: 1997 |
| Mãi mãi biết ơn               | - Năm phát hành: 2011 |
| Bất kỳ ngày nào               | - Năm phát hành: 2006 |
| Chúa tôi và tôi               | - Năm phát hành: 2012 |
| VỪA HY VỌNG                   | - Năm phát hành: 2014 |

### Người độc thân
- Chỉ có Chúa
- Bất kỳ ngày nào

## Thành tựu
- Năm 1988, cô gia nhập ban nhạc và ca sĩ Four-Square
- Trở thành thành viên của Dàn hợp xướng Trung tâm Cơ đốc giáo Quốc tế Kingsway (KICC).
- Biểu diễn tại Nigeria và Canada với Mục sư Matthew Ashimolowo như một phần của nhóm Ca ngợi và thờ cúng.
- Dẫn dắt bằng giọng hát trong Album hợp xướng KICC - 1992 "Set me Free", 1993 "You're My All" và 1995 "Joy". Helen đã viết các bài hát cho hai trong số ba album - "Chúa luôn ở đó" - Đặt tôi miễn phí và "Tôi sẽ không bao giờ rời xa bạn" - Bạn là tất cả của tôi.
- 1997 Helen trở thành Điều phối viên âm nhạc tại Tottenham của KICC, Bắc Luân Đôn, nhà thờ vệ tinh.
- Giữa năm 1997 và 1998, cô bắt tay vào việc viết và thu âm album solo đầu tay của mình. Vào tháng 1 năm 1999, cô phát hành "May mắn và rất được yêu thích".
- Được bổ nhiệm làm Giám đốc hợp xướng cho Dàn hợp xướng KICC vào tháng 1 năm 2000 [11]
- Năm 2001, cô phát hành album thứ hai 'Mãi mãi biết ơn'
- Helen là Nghệ sĩ hỗ trợ cho Mary Mary tại Queen's Jubilee Concert, KICC London (2002)
- Năm 2002, cô trở thành Giám đốc âm nhạc của KICC Ghana
- Helen đã chia sẻ sân khấu với các nghệ sĩ phúc âm được công nhận khác, như Alvin Sl tàn, Jessy Dixon, Ron Kenoly, Andrea Crouch và Daniel Winans.
- Cô đã biểu diễn tại nhiều hội nghị, buổi hòa nhạc và lễ hội khác nhau ở Ghana và Vương quốc Anh, bao gồm Lễ hội Rễ cây và Chi nhánh Cross Rhythms 'One Voice' được tổ chức tại Lâu đài Dudley (Anh), Hội nghị Quốc tế Gathering of Champions (Anh), Ca ngợi 24 giờ hàng năm và Buổi hòa nhạc thờ cúng (Ghana), Nhận buổi hòa nhạc thờ cúng (Bénin) và nhiều hơn nữa.[12]
- Năm 2006, cô phát hành Album đơn, Anyday
- Vào năm 2012, cô đã phát hành một album thờ cúng, My God and I
- Năm 2012, cô cũng bắt tay vào buổi hòa nhạc đầu tiên Helen Yawson Live in Concert, kết quả là thu âm DVD trực tiếp
- Vào năm 2014, cô đã phát hành một album gồm các bài thánh ca, JUST HYMNS
- Vào năm 2015, cô đã phát hành cuốn sách đầu tiên của mình, More Than A Song